# Tricholoma borgsjoeënse
Tricholoma borgsjoeënse är en svampart som tillhör divisionen basidiesvampar, och som beskrevs av Jacobsson och Muskos. Tricholoma borgsjoeënse ingår i släktet musseroner, och familjen Tricholomataceae. Enligt den finländska rödlistan är arten nära hotad i Finland. Artens livsmiljö är skogslandskap.